# سيباستيان ملادن
سيباستيان ملادن (بالرومانية: Sebastian Mladen)‏ (11 ديسمبر 1991 في رومانيا - ) هو لاعب كرة قدم روماني في مركز الدفاع. شارك مع منتخب رومانيا تحت 17 سنة لكرة القدم ومنتخب رومانيا تحت 19 سنة لكرة القدم ومنتخب رومانيا تحت 21 سنة لكرة القدم. أما مع النوادي، فقد لعب مع نادي أولهانينسي ونادي روما ونادي فيتورول كونستانتا ونادي سودتيرول وAFC Chindia Târgoviște ‏.

## وصلات خارجية
- سيباستيان ملادن على موقع قاعدة بيانات كرة القدم.إي يو (الإنجليزية)
- سيباستيان ملادن على موقع Soccerway.com (الإنجليزية)
- سيباستيان ملادن على موقع AS.com (الإسبانية)